# Kvarnsjön (Sjötofta socken, Västergötland)
Kvarnsjön är en sjö i Tranemo kommun i Västergötland och ingår i Ätrans huvudavrinningsområde. Sjön har en area på 0,161 kvadratkilometer och ligger 172 meter över havet.

## Delavrinningsområde
Kvarnsjön ingår i det delavrinningsområde (636555-134830) som SMHI kallar för Ovan Grysjöån. Medelhöjden är 180 meter över havet och ytan är 15,12 kvadratkilometer. Räknas de 4 avrinningsområdena uppströms in blir den ackumulerade arean 56,73 kvadratkilometer. Lillån (Kalvån) som avvattnar avrinningsområdet har biflödesordning 2, vilket innebär att vattnet flödar genom totalt 2 vattendrag innan det når havet efter 128 kilometer. Avrinningsområdet består  mestadels av skog (71 procent). Avrinningsområdet har 1,09 kvadratkilometer vattenytor vilket ger det en sjöprocent på 3,4 procent. Bebyggelsen i området täcker en yta av 0,37 kvadratkilometer eller 1 procent av avrinningsområdet.